# Камбрий етаж 4
| Период    | Серия         | Етаж        | млн. год.   |
| --------- | ------------- | ----------- | ----------- |
| Ордовик   | Долен ордовик | Тремадокий  | младши      |
| Камбрий   | Фуронгий      | Етаж 10     | 489,5–485,4 |
| Камбрий   | Фуронгий      | Джиангшаний | 494–489,5   |
| Камбрий   | Фуронгий      | Пейбий      | 497–494     |
| Камбрий   | Серия 3       | Гужангий    | 500,5–497   |
| Камбрий   | Серия 3       | Друмий      | 504,5–500,5 |
| Камбрий   | Серия 3       | Етаж 5      | 509–504,5   |
| Камбрий   | Серия 2       | Етаж 4      | 514–509     |
| Камбрий   | Серия 2       | Етаж 3      | 521–514     |
| Камбрий   | Терановий     | Етаж 2      | 529–521     |
| Камбрий   | Терановий     | Фортуний    | 541–529     |
| Едиакарий | Едиакарий     | Едиакарий   | старши      |

Камбрий етаж 4 е все още неименуван 4-ти етап на камбрий и горен етаж на 2-ра серия камбрий. Следва, камбрий етаж 3 и се намира под камбрий етаж 5. Долната граница не е официално определена от Международната комисия по стратиграфия, все още. Едно от предложенията е първата поява на двата рода трилобити, Olenellus или Redlichia. Друго предложение е първата поява на трилобит от вида Arthricocephalus chauveaui. И двете предложения ще определи долната граница близо допреди около 514 милиона години. Горната граница съответства на началото на камбрий етаж 5, които също не е официално определен. Предложенията са първата поява на трилобит видовете Oryctocephalus indicus или Ovatoryctocara granulata, датиран около преди 509 млн. години.
Международната комисия по стратиграфия не е дала име на 4-тия етап на камбрий все още. В широко използваната сибирска номенклатура етаж 4 се припокрива с части на ботомий и тойоний.